# Сретенское сельское поселение (Кировская область)
Сре́тенское се́льское поселе́ние — муниципальное образование в составе Котельничского района Кировской области России.
Административный центр — село Сретенье.

## История
Сретенское сельское поселение образовано 1 января 2006 года согласно Закону Кировской области от 07.12.2004 № 284-ЗО.

## Население
| 2010 | 2012 | 2013 | 2014 | 2015 | 2016 | 2017 |
| ---- | ---- | ---- | ---- | ---- | ---- | ---- |
| 254  | ↘230 | ↘215 | ↘177 | ↘168 | ↘144 | ↗156 |
| 2018 | 2019 | 2020 | 2021 |      |      |      |
| ↘128 | →128 | ↘121 | ↘103 |      |      |      |

## Состав сельского поселения
| № | Населённый пункт | Тип населённого пункта       | Население |
| - | ---------------- | ---------------------------- | --------- |
| 1 | Вьялковская      | деревня                      | 1         |
| 2 | Зайцы            | деревня                      | 0         |
| 3 | Короткие         | деревня                      | 2         |
| 4 | Парюг            | деревня                      | 84        |
| 5 | Симичи           | деревня                      | 5         |
| 6 | Сретенье         | село, административный центр | 162       |
| 7 | Фуколята         | деревня                      | 0         |

## Местное самоуправление
Главы муниципального образования
- с февраля 2015 года - Носкова Светлана Витальевна[14]

Главы администрации
- Носкова Светлана Витальевна